# Норуэй-Лейк (тауншип, Миннесота)
Норуэй-Лейк (англ. Norway Lake) — тауншип в округе Кандийохай, Миннесота, США. На 2000 год его население составило 284 человека.

## География
По данным Бюро переписи населения США площадь тауншипа составляет 91,7 км², из которых 84,5 км² занимает суша, а 7,2 км² — вода (7,82 %).

## Демография
По данным переписи населения 2000 года здесь находились 284 человека, 115 домохозяйств и 83 семьи. Плотность населения —  3,4 чел./км². На территории тауншипа расположено 137 построек со средней плотностью 1,6 построек на один квадратный километр. Расовый состав населения: 99,65 % белых и 0,35 % коренных американцев.
Из 115 домохозяйств в 27,0 % воспитывались дети до 18 лет, в 63,5 % проживали супружеские пары, в 4,3 % проживали незамужние женщины и в 27,8 % домохозяйств проживали несемейные люди. 23,5 % домохозяйств состояли из одного человека, при том 8,7 % из — одиноких пожилых людей старше 65 лет. Средний размер домохозяйства — 2,47, а семьи — 2,87 человека.
21,8 % населения — младше 18 лет, 6,7 % — в возрасте от 18 до 24 лет, 25,7 % — от 25 до 44, 30,3 % — от 45 до 64, и 15,5 % — старше 65 лет. Средний возраст — 44 года. На каждые 100 женщин приходилось 127,2 мужчин. На каждые 100 женщин старше 18 приходилось 119,8 мужчин.
Средний годовой доход домохозяйства составлял 36 042 доллара и средний доход семьи был 41 111 долларов. Средний доход мужчин —  26 563  доллара, в то время как у женщин — 17 031. Доход на душу населения составил 16 803 доллара. За чертой бедности находились 2,5 % семей и 4,0 % всего населения тауншипа, из которых 1,8 % младше 18 лет.